# Nestor Plissart
Nestor Plissart (Tongre-Notre-Dame, 5 oktober 1846 - Etterbeek, 16 augustus 1923) was een Belgisch senator en burgemeester.

## Levensloop
De zakenman Plissart werd in 1881 gemeenteraadslid van Etterbeek en van 1899 tot 1907 was hij er burgemeester.
In 1894 werd hij verkozen tot katholiek senator voor het arrondissement Brussel en vervulde dit mandaat tot in 1900.